# Lodja
Lodja est une localité, chef-lieu du territoire éponyme de la province du Sankuru en république démocratique du Congo. On y parle principalement l’otetela.

## Géographie
La localité est située en rive droite de la rivière Lukenie, sur la route nationale 7 à 435 km (par route) au nord du chef-lieu provincial Lusambo.
Lodja est une ville qui se trouve dans la Province du Sankuru depuis peu de temps (car c’est l’une des nouvelles provinces du Congo, avant c’était un district qui dépendait de la Province du Kasaï Occidental), en république démocratique du Congo. 
Le Sankuru est situé au centre de la RDC, soit au cœur de l’Afrique.
L’altitude moyenne est de 450 m.
Son climat est subéquatorial tropical qui se caractérise par deux grandes saisons : 
- la saison sèche (mi mai à fin août) qui est caractérisée par de fortes chaleurs, de grands vents et du brouillard le matin. C’est la saison du travail aux champs
- la saison des pluies (les autres mois). Beaucoup de grosses pluies orageuses qui tombent abondamment.

Au niveau de la végétation, les paysages de la province alternent entre des savanes et la forêt primaire, mais Lodja est majoritairement forestier.
Lodja est la ville la plus importante de la province du Sankuru au niveau démographique, stratégique et ressources, car elle se situe au croisement des territoires du Sankuru.
Il faut 2 jours et demi en moto pour rejoindre Mbuji-Mayi ; 1 jour et demi pour rejoindre Kananga, une semaine de voiture pour rejoindre Kinshasa.

## Histoire
Au début c’étaient les Pygmées qui habitaient la région, puis, sont arrivés du nord de la région du Nil les Mongo d’où descendent les Batetela qui sont les habitants du Sankuru.
Les Anamongo ou "Enfants de Mongo" se sont divisés en plusieurs groupes qui ont peuplé les différents territoires du Sankuru.
Okutshu a Membele est l’un de ces enfants. Il a eu lui-même trois enfants nommé  "Ndjovu, Ngandu et Watambolo".
Plus « récemment », nos ancêtres ont eu leur premier contact avec le monde extérieur par les Arabes qui venaient chercher sur ces terres, de l’or, de l’ivoire et des esclaves. Les Batetela étaient réputés pour être des guerriers courageux et têtus. 
Puis les Belges arrivèrent et attaquèrent les Arabes pour faire cesser l’esclavagisme et aussi pour s'emparer de l’or et de l’ivoire.
Les Belges par la suite colonisent progressivement le Congo et arrivent au Sankuru assez tard vu sa situation géographique.
Les Batetela refusèrent cette nouvelle invasion et débuta alors la Révolte des Batetela de 1895 à 1900. 
Vers 1915 arrivent les premiers missionnaires dont les pères Blancs et les méthodistes.
En 1960, c’est l’indépendance du Congo. Le chef de ce mouvement est Patrice Émery Lumumba (originaire du Sankuru). Il devient le 1er Ministre officiel et fait un discours très dur mais très vrai devant le Roi Baudouin, qui fit scandale.
Ensuite les Belges s’en vont et c’est la désorganisation. Lumumba n’arrive pas à gérer la situation et est assassiné au Katanga en 1961.
De 1964 à 1966, en application de la constitution de Luluabourg, Lodja est chef-lieu de la province de Sankuru.
Le coup d'État de Mobutu en 1965 neutralise l'administration en place, Mobutu règne en dictateur sur le Congo durant 36 ans. Durant toute cette période il laisse le Sankuru complètement enclavé car il a peur que les courageux guerriers révolutionnaires tetela ne se révoltent.
En 1997, lors d’une guerre dont la ligne de front était à Lodja, arrive au pouvoir Laurent-Désiré Kabila, qui fut assassiné cinq ans plus tard. Le pouvoir fut donné à son fils Joseph Kabila en transition, puis il fut élu par la population officiellement lors des premières élections démocratiques en 2006 puis réélu en 2011.
Étant donné son passé et la réputation des personnes y habitant, le Sankuru est toujours resté très enclavé et isolé. Cela commence à bouger un peu mais pas beaucoup...

## Administration
Avec 43 844 électeurs recensés en 2018, la localité a le statut de commune rurale de moins de 80 000 électeurs, elle compte 7 conseillers municipaux en 2019.
Avant 2015, elle avait le statut de ville constituée de 7 communes : Lumumba, Lokenye, Londa, Nganga, Shapembe, Esenge, Okitandeke.

## Population
Le dernier recensement de la population date de 1984, l'accroissement annuel de la population est estimé à 2,46,.
| 1984   | 2004   | 2012   |
| ------ | ------ | ------ |
| 28 671 | 52 798 | 64 147 |

## Société
C’est une société patriarcale. Cela veut dire que c’est un ensemble de personne où c’est l’homme, le père qui dirige la communauté, à l’inverse des sociétés matriarcales où ce sont les femmes qui dirigent la communauté. Du coup le chef de village est considéré comme le père de tout le village.

## Économie
Vu que le Sankuru a toujours été enclavé, la population est pauvre et vit avec 2 $ par jour.
Lodja de par son enclavement dû à l’absence de bonnes infrastructures pour le transport routier (à cause des mauvaises routes entre autres), d’une piste d’aviation en terre battue, et  aussi à cause de son passé historique, traverse une crise économique importante. Aucune grande société n’est implantée dans la région, si ce ne sont de petits commerces locaux, et les petites exploitations agricoles ou encore l’exploitation artisanale du diamant.
En effet depuis toujours Lodja était et reste l’un des greniers agricoles. C’est grâce à l’agriculture que la population vit ou survit.
Les gens cultivent principalement du riz de montagne, du manioc, des haricots, des arachides, du maïs. Mais comme les routes sont mauvaises, les agriculteurs ont difficulté à apporter leurs récoltes à l’extérieur de leur village pour le vendre. Ils le font avec leur vélo. Et comme ils sont découragés, ils ne cultivent plus beaucoup et cultivent juste pour nourrir toute l’année leur famille.
Avant il y avait des plantations de café, de coton et d'hévéa qui ont été abandonnées car ce n’est plus rentable.
À part l’agriculture, certaines personnes, souvent des jeunes, qui espèrent avoir un avenir meilleur, exploitent de façon artisanale le diamant ou partent en exil vers l'Angola.
Ils creusent à la main avec des pelles des trous pour prendre du sable le tamiser et trouver des diamants. Parfois si la chance est avec eux leur prise est bonne, parfois, ils mettent beaucoup de temps avant de trouver quelque chose.   

## Personnalités liées à la localité
- Dr Dimandja Elola Jacob (1967-2018), médecin et chef de notabilité.
- Benoît Okolo Okonda (1947-) enseignant et philosophe congolais,
- Lambert Mende Omalanga (1953-) politicien congolais
- Jean-Pierre François Oyeka (1996-) Jeune écrivain, poète, activiste des droits humains et entrepreneur politique congolais
- Michel Loheya Otole (1952) Homme d'affaires et notable de Katako Kombe évoluant dans la Province du Kasai Centrale/Kananga